# Don’t Let Me Get Me
«Don’t Let Me Get Me» (с англ. — «Не дай мне погубить себя») — это рок песня, исполненная Pink, и записанная для её второго альбома Missundaztood (2002). Он был выпущен вторым синглом с альбома в 2002 году и достиг 6 строки в Великобритании, 8 строки в США и 12 в Канаде. Клип снят в начале 2002 года, и был на MTV в Total Request Live в марте 2002 году.

## Клип
Начинается с того, что Pink сидит в школе на скамье запасных волейбольной игры, потом в классе, потом она в душевой, кричащая на своё отражение, которое насмехается над ней, затем она разбивает зеркало. Следующая сцена в офисе LA Reid, где она «устала, что её сравнивают с проклятой Бритни Спирс». Следом сцена, где она недовольная позирует для обложки журнала, которая перемещается в другую, где она ждет за кулисами своего выхода. В финальной сцене она выступает перед огромной толпой, в которой она трансформируется в разных людей.

## Список композиций
- Европейский CD Сингл

1. «Don’t Let Me Get Me» [John Shanks Remix] — 3:16
2. «Don’t Let Me Get Me» [Radio Mix] — 3:31
3. «Don’t Let Me Get Me» [Maurice’s Nu Soul Mix] — 6:03
4. «Don’t Let Me Get Me» [Клип] — 3:30

- Австралийский CD Сингл

1. «Don’t Let Me Get Me» [John Shanks Remix] — 3:16
2. «Don’t Let Me Get Me» [Radio Mix] — 3:31
3. «Don’t Let Me Get Me» [Juicy Horn Mix] — 9:32
4. «There You Go» [Live from Sydney] — 3:09

- Европейский DVD Сингл

1. «Don’t Let Me Get Me» [Клип] — 3:30
2. «Get The Party Started» [Клип] — 3:21
3. «Get the Party Started» [Redman Remix Clean Radio Edit] [Audio] — 4:03

## Чарты
| Чарт (2002)                                               | Наивысшая позиция |
| --------------------------------------------------------- | ----------------- |
| Australian ARIA Singles Chart                             | 8                 |
| Australian Airplay Chart                                  | 2                 |
| Austrian Singles Top 75                                   | 10                |
| Belgium UltraTop 50                                       | 6                 |
| Canadian Singles Chart                                    | 20                |
| Danish Singles Chart                                      | 4                 |
| Dutch Top 40                                              | 6                 |
| Finland Top 20 Singles                                    | 23                |
| French Top 100 Singles                                    | 42                |
| Germany Top 100                                           | 10                |
| Hungarian Singles Chart                                   | 9                 |
| Irish Singles Chart                                       | 5                 |
| Italy Singles Chart                                       | 6                 |
| New Zealand Singles Chart                                 | 1                 |
| Swedish Top 60 Singles                                    | 5                 |
| Swiss Singles Top 100                                     | 10                |
| UK Singles Top 75                                         | 6                 |
| Американский Billboard Hot 100                            | 8                 |
| Американский Billboard Adult Top 40                       | 16                |
| Американский Billboard Rhythmic Top 40                    | 30                |
| Американский Billboard Top 40 Mainstream                  | 1                 |
| Американский Billboard Top 40 Tracks                      | 2                 |
| Американский Billboard Hot Dance Music/Maxi-Singles Sales | 5                 |

## Сертификации
| Страна        | Сертификация | Продажи   |
| ------------- | ------------ | --------- |
| По всему миру | Платина      | 3,500,000 |